# تیلور مک کیون
تیلور مک کیون (انگلیسی: Taylor McKeown؛ زادهٔ ۱۷ مارس ۱۹۹۵) ورزشکار ورزش شنا اهل استرالیا است.
وی در مسابقات کشوری و بین‌المللی در مجموع برندهٔ ۱ مدال طلا، ۱ مدال نقره و ۳ مدال برنز شده‌است.